# Filippo Cortesi
Filippo Cortesi (Alia, 8 ottobre 1876 – Roma, 1º febbraio 1947) è stato un arcivescovo cattolico italiano.

## Biografia
Originario della diocesi di Cefalù, in Sicilia, dopo l'ordinazione sacerdotale, impartitagli il 18 dicembre 1899, intraprese il proprio servizio nel servizio diplomatico della Santa Sede.
Il 13 giugno 1921 venne nominato da papa Benedetto XV nunzio apostolico in Venezuela e, al contempo, venne eletto arcivescovo della sede titolare di Sirace. Fu consacrato vescovo il 21 agosto dello stesso anno per le mani del cardinale Antonio Vico, cardinale vescovo di Porto-Santa Rufina (co-consacranti gli arcivescovi Pietro Fumasoni Biondi e Sebastião Leite de Vasconcellos). Il 19 ottobre 1926 venne trasferito alla nunziatura dell'Argentina, quindi, il 4 giugno 1936, divenne nunzio in Spagna durante la Seconda repubblica spagnola. Già nel mese successivo, tuttavia, il paese iberico fu colpito dalla durissima Guerra civile, che costrinse la Santa Sede a privarsi di una effettiva rappresentanza diplomatica nel Paese. Fece ritorno, quindi, in Polonia, affrontando però il periodo altrettanto turbolento della Campagna di Polonia intrapresa dalla Germania di Adolf Hitler, della Seconda guerra mondiale e della successiva instaurazione della Repubblica Popolare di Polonia, di stampo sovietico.
In esilio dal 1939 morì il 1º febbraio 1947 come ultimo Nunzio in Polonia prima dell'instaurazione dell'attuale Repubblica, nel 1989.

## Genealogia episcopale e successione apostolica
La genealogia episcopale è:
- Cardinale Scipione Rebiba
- Cardinale Giulio Antonio Santori
- Cardinale Girolamo Bernerio, O.P.
- Arcivescovo Galeazzo Sanvitale
- Cardinale Ludovico Ludovisi
- Cardinale Luigi Caetani
- Cardinale Ulderico Carpegna
- Cardinale Paluzzo Paluzzi Altieri degli Albertoni
- Papa Benedetto XIII
- Papa Benedetto XIV
- Papa Clemente XIII
- Cardinale Bernardino Giraud
- Cardinale Alessandro Mattei
- Cardinale Pietro Francesco Galleffi
- Cardinale Giacomo Filippo Fransoni
- Cardinale Carlo Sacconi
- Cardinale Edward Henry Howard
- Cardinale Mariano Rampolla del Tindaro
- Cardinale Antonio Vico
- Arcivescovo Filippo Cortesi

La successione apostolica è:
- Vescovo Miguel Antonio Mejía (1923)
- Arcivescovo Lucas Guillermo Castillo Hernández (1923)
- Vescovo Francisco Antonio Granadillo (1923)
- Vescovo Tomás Antonio Sanmiguel Díaz (1923)
- Vescovo Angelo Cesare Vigiani, O.F.M. (1924)
- Arcivescovo Abel Isidoro Antezana y Rojas, C.M.F. (1925)
- Vescovo Julio Garret (1925)
- Vescovo Ramón Font y Farrés, C.M.F. (1925)
- Vescovo Cleto Loayza Gumiel (1925)
- Vescovo Auguste Sieffert, C.SS.R. (1925)
- Vescovo Enrique María Dubuc Moreno (1926)
- Arcivescovo José María Bottaro y Hers, O.F.M. (1926)
- Arcivescovo Fermín Emilio Lafitte (1927)
- Arcivescovo Audino Rodríguez y Olmos (1927)
- Vescovo Julián Pedro Martínez (1927)
- Vescovo Pedro Dionisio Tibiletti (1929)
- Arcivescovo Miguel Paternain, C.SS.R. (1929)
- Vescovo Agustín Barrere, F.M.I. (1930)
- Vescovo Agustín Rodríguez (1932)
- Vescovo Emilio Sosa Gaona, S.D.B. (1932)
- Vescovo Vicente Peira (1932)
- Cardinale Nicolás Fasolino (1932)
- Arcivescovo Roberto José Tavella, S.D.B. (1935)
- Vescovo Carlos Francisco Hanlon, C.P. (1935)
- Vescovo Nicolás Esandi, S.D.B. (1935)
- Vescovo Enrique José Mühn, S.V.D. (1935)
- Vescovo Leandro Bautista Astelarra (1935)
- Arcivescovo Zenobio Lorenzo Guilland (1935)
- Cardinale Antonio Caggiano (1935)
- Vescovo Alfredo Viola (1936)
- Cardinale Antonio María Barbieri, O.F.M.Cap. (1936)
- Vescovo Czeslaw Kaczmarek (1938)